# Легион (фильм)
«Легион» (англ. Legion) — фильм 2010 года. Рейтинг MPAA — R.

## Сюжет
Архангел Михаил (Беттани) падает на Землю в Лос-Анджелесе, отрезает свои крылья и проникает в полицейский арсенал за автоматическим оружием. Двое полицейских замечают его и намереваются остановить, но один из них становится одержимым и убивает другого. Михаил убивает одержимого полицейского и забирает его машину.
Дальнейшее действие происходит в небольшой придорожной закусочной с гаражом Paradise Fall в центре пустыни Нью-Мексико. Там почти всегда находятся сам владелец закусочной, Боб Хансон (Деннис Куэйд), его сын Джип Хансон, разнорабочий Перси Уокер и официантка Чарли. Чарли беременна не от Джипа, хотя тот всегда любил её, но боялся сказать ей об этом. Здесь же оказываются отец-одиночка, направляющийся в Лос-Анджелес, Кайл, а также супруги-горожане, Говард и Сандра Андерсон и их бунтарка-дочь, подросток Одри Андерсон, — они остановились в закусочной от того, что их автомобиль сломался. Является пожилая женщина Глэдис, она начинает вести себя странно, говорит Чарли, что её ребёнок «будет гореть». Когда она оскорбляет Сандру, Говард встаёт, чтобы потребовать извинений. Глэдис нападает на него, кусает в шею, а потом ползёт вверх по стене, как паук. Она насмехается над Джипом, Кайл стреляет в неё и смертельно ранит. Кайл и Сандра выносят Говарда, чтобы отвезти в ближайшую больницу, но вынуждены повернуть назад, так как облако мух полностью заслоняет собой небо.
Телефоны и радио не работают, закусочная отрезана от внешнего мира. Появляется Михаил и начинает раздавать оружие изумлённым посетителям. Он объясняет, что Бог потерял веру в человечество и отдал ангелам приказ осуществить Апокалипсис. Михаил не подчинился приказу Бога и пришёл, чтобы защитить последнюю и единственную надежду человечества: ребёнка Чарли, которому суждено стать спасителем мира. Из-за этого, по словам Михаила, ангелы возьмут закусочную в осаду с целью убить Чарли и её ребёнка (Глэдис была «лазутчиком», человеком, в которого вселился другой ангел). Наступает ночь, волна одержимых людей атакует забаррикадированную закусочную. Михаил и другие сдерживают их, но раненого Говарда вытаскивают наружу, и он исчезает.
На следующий день Сандра слышит голос мужа, он зовёт её, она выглядывает наружу и видит, что Говард распят вниз головой, его тело покрыто язвами и нарывами. Михаил предупреждает, что это ловушка, но Сандра выбегает из закусочной, и тут же тело «Говарда» взрывается, расплескивая вокруг кислоту. Перси заслоняет Сандру собой и погибает (сразу до информации по радио, что человечество создало базы, чтобы избежать гибели, но после информации, что одна из баз находится близко к закусочной, Михаил не советует идти к ней, так как они будут уязвимы по пути к ней). На вторую ночь Кайл погибает во время нового нападения, обманутый ангелом, принявшим вид ребёнка, которому угрожает опасность. Когда вторая атака отбита, Чарли рожает мальчика. Михаил предупреждает, что это рождение и кстати, и некстати: кстати потому, что ребёнок станет для всех щитом от других ангелов, некстати, поскольку Бог теперь, скорее всего, пошлёт кого-то из числа других архангелов, который сможет приблизиться к ребёнку, — архангела Гавриила. Сандра, утратив остатки рассудка, хватает ребёнка и собирается отдать его, чтобы в обмен всем остальным была оставлена жизнь. Она приближается к двери, Михаил стреляет в неё, а Джип перехватывает ребёнка. Является Гавриил и наносит Бобу рану своими острыми, как сталь, крыльями. Михаил велит Джипу, Чарли и Одри унести ребёнка, пока он будет удерживать Гавриила. Трое выживших проносят младенца сквозь толпу одержимых, которые расступаются перед ними, и уезжают.
Гавриил побеждает Михаила, нанеся ему удар в сердце своим жезлом. Михаил умирает как человек смертный, но его дух возносится на небеса. Затем Гавриил видит умирающего Боба, тот поджигает газовый баллон возле закусочной, взрывая её и уцелевших одержимых. Однако Гавриила этот взрыв не может убить, он несётся вслед за автомобилем, на котором увозят ребёнка. Он пытается дотянуться до Чарли, в этот момент Джип ударяет по тормозам, столкновение отшвыривает Гавриила, машина терпит страшную аварию, при этом погибает Одри. Наконец Гавриил загоняет Джипа и Чарли с ребёнком в горы. Он готовится расправиться с ними, но тут появляется Михаил, вновь обретший облик ангела. Отказ Михаила отступиться от человечества, вплоть до того, что он готов отдать жизнь за людей, убедил Бога переменить намерения и дать человечеству второй шанс. Михаил в небольшой схватке ранил Гавриила и хотел его убить, но не стал этого делать. Гавриил и Михаил улетают, но перед этим Михаил напутствует Джипа и Чарли позаботиться о ребёнке. В последних кадрах Джип и Чарли, ставшие теперь мужем и женой, едут по дороге, Чарли нянчит ребёнка, а на заднем сиденье видно оружие, которое приносил Михаил.
Фильм начинается и заканчивается одними и теми же словами Чарли: она рассказывает, как в период её детства менялось у её матери восприятие Бога — любящий и милосердный Бог сменился Богом суровым и непрощающим. Когда маленькая Чарли спросила мать, почему Бог переменился, мать ответила ей: «Не знаю. Может быть, Он попросту устал от всей этой хрени».

## В ролях
- Пол Беттани — Архангел Михаил
- Лукас Блэк — Джип Хансон
- Тайриз Гибсон — Кайл Уильямс
- Эдрианн Палики — Чарли (мать грядущего мессии)
- Чарльз Даттон — Перси Уокер
- Джон Тенни — Говард Андерсон
- Кевин Дюранд — Архангел Гавриил
- Уилла Холланд — Одри Андерсон
- Кейт Уолш — Сандра Андерсон
- Деннис Куэйд — Боб Хансон
- Даг Джонс — мороженщик

## Критика
Фильм негативно оценили 80 % критиков сайта Rotten Tomatoes, которые упрекают его за бессвязность сюжета, обилие диалогов и медленное развитие событий.
Пол Николаси из Dread Central дал фильму 1,5 звезды из 5, заявив: «Если бесчисленные ракурсы людей, стреляющих из орудий и звон гильз падающих на землю — это все, чего жаждет ваше сердце, тогда „Легион“ может стать идеальным фильмом на субботний вечер. Надеяться на что-то большее — бесполезно». Джо Лейдон из Variety неоднозначно прокомментировал фильм: «Даже когда кровавая и громоподобная абсурдность чрезмерного сюжета опасно близка к абсурду, удивительно прямолинейная игра хорошо подобранных ведущих игроков обеспечивает достаточный противовес, чтобы поддерживать любопытство и сочувствие».

## Телевизионный спин-офф
В июне 2014 создатели фильма выпустили сериал «Доминион» на телеканале SyFy. Сериал является логическим продолжением фильма. В первом сезоне вышло 8 серий.